# Anthony O’Regan

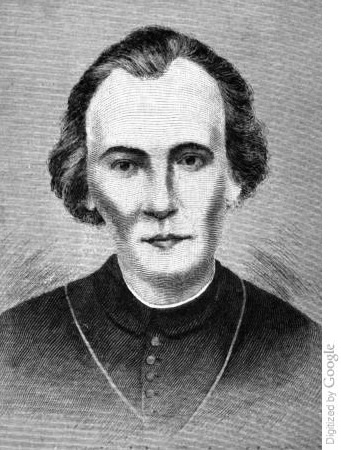
Bischof Anthony O’Regan

Anthony O’Regan (* 27. Juli 1809 in Lavalleyroe, County Mayo, Irland; † 13. November 1866 in London, England) war ein irischstämmiger römisch-katholischer Geistlicher in den Vereinigten Staaten und dritter Bischof von Chicago.

## Leben
Er studierte in Maynooth und empfing am 29. November 1834 die Priesterweihe.
Nach Tätigkeiten an irischen Universitäten wechselte O’Regan 1849 an ein Seminar in St. Louis, Missouri.
Am 9. Dezember 1853 wurde er zum Bischof von Chicago und am 16. Dezember desselben Jahres zum Apostolischen Administrator von Quincy ernannt. Peter Richard Kenrick, Erzbischof von Saint Louis, spendete ihm am 25. Juli 1854 die Bischofsweihe, Mitkonsekratoren waren John Henni, Bischof von Milwaukee, und James Oliver Van de Velde, sein Vorgänger als Bischof von Chicago und nunmehr Bischof von Natchez.
Nachdem er am 9. Januar 1857 sein Amt als Apostolischer Administrator von Quincy aufgegeben hatte, reichte er 1857 aufgrund von Vorbehalten gegen seinen Führungsstil auch seinen Rücktritt als Bischof von Chicago ein. Dieser wurde 1858 angenommen und O’Regan zum Titularbischof von Dora ernannt.
Seinen Ruhestand verbrachte O’Regan in London, wo er am 13. November 1866 einer Lebererkrankung erlag. Nach einer Trauermesse in der Kathedrale von Tuam wurde er in Cloonfad beigesetzt.